# Attila de Hun
Attila (ca. 406-453) was de heerser van de Hunnen van 434 tot zijn dood in 453. Hij was de leider van het Hunnische Rijk, dat zich uitstrekte van de Oeral tot de Rijn en van de Donau tot de Oostzee. Veel studies tonen aan dat zijn stam behoort tot de nomadische ruitervolkeren uit het zuiden van hedendaagse Mongolië.
Tijdens zijn heerschappij was hij een van de meest gevreesde vijanden van zowel het West-Romeinse Rijk als het Oost-Romeinse Rijk. Hij stak twee keer de Donau over en plunderde de Balkan, maar hij was niet in staat Constantinopel te veroveren. Hij probeerde ook Romeins-Gallië (het hedendaagse Frankrijk en België) te veroveren, waarbij hij de Rijn overstak in 451 en marcheerde naar Aurelianum (Orléans) voordat hij werd verslagen bij de Slag op de Catalaunische Velden.
Vervolgens viel hij Italië binnen, waarbij hij de noordelijke provincies verwoestte, maar was niet in staat Rome te veroveren. Hij maakte plannen voor verdere veldtochten tegen de Romeinen, maar stierf in 453.

## Leven van de 'Gesel Gods'

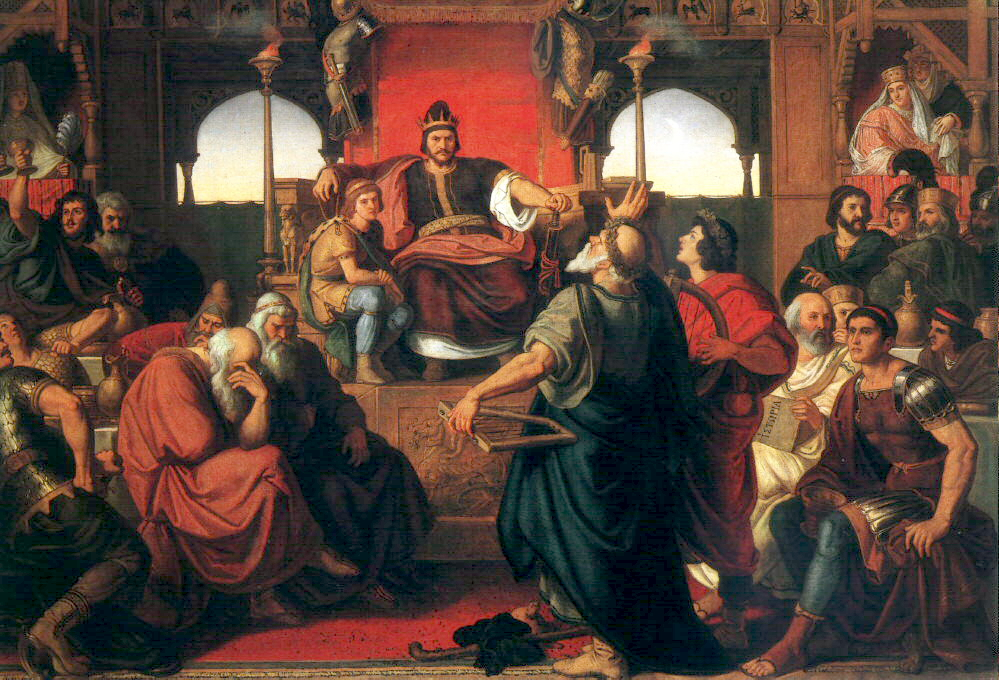
Het feestmaal van Attila van Mór Than (1870). De man met het boek is Priskos van Panion, die een verslag schreef van zijn bezoek aan Attila in 449.

Een van de bekendste verwijzingen naar Attila is het gezegde: Waar Attila is langsgekomen groeit geen gras meer. Ook werd hij beeldend bijgenaamd Gesel Gods. Dat geeft een indicatie van de grote angst die er toen heerste voor de Hunnen en Attila in het bijzonder, maar het is ook een kwestie van bevooroordeelde geschiedschrijving. Rua, oom van Attila, verenigde twee stammen onder zijn koningschap in 432. Na zijn dood namen zijn twee neven, de broers Attila en Bleda, de Hunse heerschappij over. Zij eisten als eerste een verdubbeling van het Oost-Romeinse tribuut. Constantinopel zag zich door militaire verplichtingen op andere fronten genoodzaakt om hiermee akkoord te gaan. Contemporaine historici schreven schande over deze gang van zaken, echter was het afkopen van potentiële vijanden voor de keizerlijke regering goedkoper dan oorlog tegen ze te voeren. Niettemin zagen de broers in 441 hun kans schoon om een plundertocht te lanceren die tot diep in het hart van het huidige Servië leidde. Wat opviel was dat ze over belegeringstuig beschikten waarmee ze zelfs een zwaar versterkte stad als Naissus konden innemen. Daar bleef het niet bij, de stad werd na inname met de grond gelijk gemaakt.
Aan de Oost-Romeinse gezant en historicus Priskos van Panion zou Attila hebben verteld, dat de Hunnen tot hun veroveringstochten waren gedwongen door grote droogte en hongersnood op de Aziatische steppen. Dit werd in 2022 bevestigd door archeologen uit Cambridge, die uit jaarringgegevens opmaakten, dat op periodes van droogte in Azië steeds oorlogsactiviteit volgde.
Attila verenigde niet alleen de Hunnen, ook veel Germaanse stamleden sloten zich bij hem aan en versterkten zo zijn gelederen nog meer. Dat waren voornamelijk Ostrogoten en Gepiden.

## Attila in Gallië

De globale route van de Hunnen en hun bondgenoten bij de invasie van Gallië, uitmondend in de Slag bij Chalons

In het voorjaar van 451 stak Attila de Rijn over, bij Koblenz. De Franken lieten de geweldenaar zonder meer door, ze waren niet sterk genoeg georganiseerd om de Hunnen en hun bondgenoten tegen te houden. Een leger van bondgenoten van de Hunnen trok via Keulen en Tongeren naar Doornik om de Franken over te halen zich bij Attila aan te sluiten, maar de Frankische koning Merovech koos de kant van de Romeinen. De Coalitie trok brandschattend verder naar Parijs. De Hunnen volgden de Moezel naar het westen. In 1996 werden nabij Ettelbrück in het Groothertogdom Luxemburg, opgravingen verricht. Men vond er resten van Gallo-Romeinse villa's en het wees erop, na onderzoek, dat Attila er 'op bezoek' geweest was en de streek in april 451, grondig had verwoest.
Aarlen werd daarna ook ernstig bedreigd, maar zeker is dat op 7 april 451 de stad Metz werd verwoest. De Hunnen plunderden Picardië en kwamen aan de Seine. Daar lag Parijs. Het was nog maar een versterkte nederzetting op het huidige Ile de la Cité, waar nu de kathedraal de Notre Dame staat. De inwoners wilden wegvluchten, maar een jonge vrouw, Genoveva of Geneviève, de latere patroonheilige van Parijs, riep de inwoners op om in de stad te blijven. Op het platteland was het te gevaarlijk. Ze stelde voor om alle platbodemschepen te laten zinken en de bruggen naar de vaste oevers te vernielen. Dit werd gedaan en Attila had het inderdaad zeer moeilijk om bij de houten ommuringen te geraken. De Parisii verdedigden zich met veel moed. Attila ontstak in woede, omdat zijn aanvallen mislukten en dat een vrouw hém, de Gesel Gods, durfde te weerstaan. Maar hij bewonderde toch de inwoners en droop af naar het zuiden. Daarna moest Orléans het zwaar ontgelden.
De succesvolle rooftochten door West-Europa van Attila werd ten slotte door de Romeinse generaal Aetius gestopt in 451. Flavius Aetius bracht een groot leger in stelling tegen de Hunnen. Naast Romeinse legioenen bestond dit leger uit verschillende Germaanse bondgenoten. In Toulouse, de Visigotische hoofdstad, vroeg Aetius aan koning Theoderik I een alliantie met de Romeinen te vormen. Hij benaderde ook de Salische Franken onder koning Merovech om met hem tegen Attila te strijden. Op 20 juni 451 stonden de Hunnen en hun Gepidische en Ostrogotische huurlingen tegenover de Romeinen, Visigoten en een kleinere Frankische legergroep. De strijd vond plaats op de Campus Mauriacus of beter bekend als de Catalaunische Velden tussen Troyes (Augustobona Tricassium) en Châlons-en-Champagne (Catalaunum). De strijd was hevig. Koning Theoderik I sneuvelde, maar zijn Visigotische strijders voerden felle succesvolle wraakcharges uit tegen de Hunnen. 's Avonds was de strijd nog niet beslist. Het leek wel dat Attila zeer veel strijders had verloren, maar hij dacht niet aan terugtrekken. Attila vroeg wel een orakel aan zijn priesters en die voorspelden hem dat hij 's anderendaags de strijd zou verliezen. Die nacht nog trok Attila met zijn overgebleven leger terug naar het oosten en stak korte tijd later weer de Rijn over.

## Attila in Italië
Attila trok toen naar Italië met het doel Rome in te nemen. Hij sloeg zijn bivak op nabij het Gardameer in 452. Ravenna had nauwelijks militaire reserves meer na de zware gevechten in Gallië, en kon niet verhinderen dat Attila de voornaamste steden in de Po-vallei innam en plunderde. Kerkelijke kroniekschrijvers beweerden later dat de Hunnen hun hielen lichtten na een ontmoeting met een keizerlijk gezantschap bestaande uit hofambtenaren en paus Leo de Grote. In werkelijkheid zag Attila zich genoodzaakt de aftocht te blazen doordat hongersnood en epidemieën zijn troepen teisterden, terwijl Oost-Romeinse troepen zijn achterhoede in de Balkan bestookten. Wat er in de hoofdmanstent werd besproken, weet men niet, maar de Hunnen trokken zich terug naar het noordoosten van Italië.

## Dood van Attila
In 453, ergens bij de Hongaarse rivier de Tisza zou Attila gestikt zijn in zijn eigen bloed door een halsslagaderbreuk tijdens een drankorgie, mogelijk ter gelegenheid van een bruiloft met een nieuwe vrouw. Andere bronnen vermelden dat hij uit jaloezie door een van zijn haremvrouwen vermoord zou zijn. Korte tijd later kwamen de onderworpen volken in het Hunnenrijk in opstand en viel hun rijk uiteen. Attila werd opgevolgd door zijn zonen Ellac, Dengizich en Ernac. Ellac viel in de Slag aan de Nadao in Pannonië. Veel Hunnen trokken zich terug naar Azië of gingen op in de bevolking van Europa.

## Attila in de latere cultuur

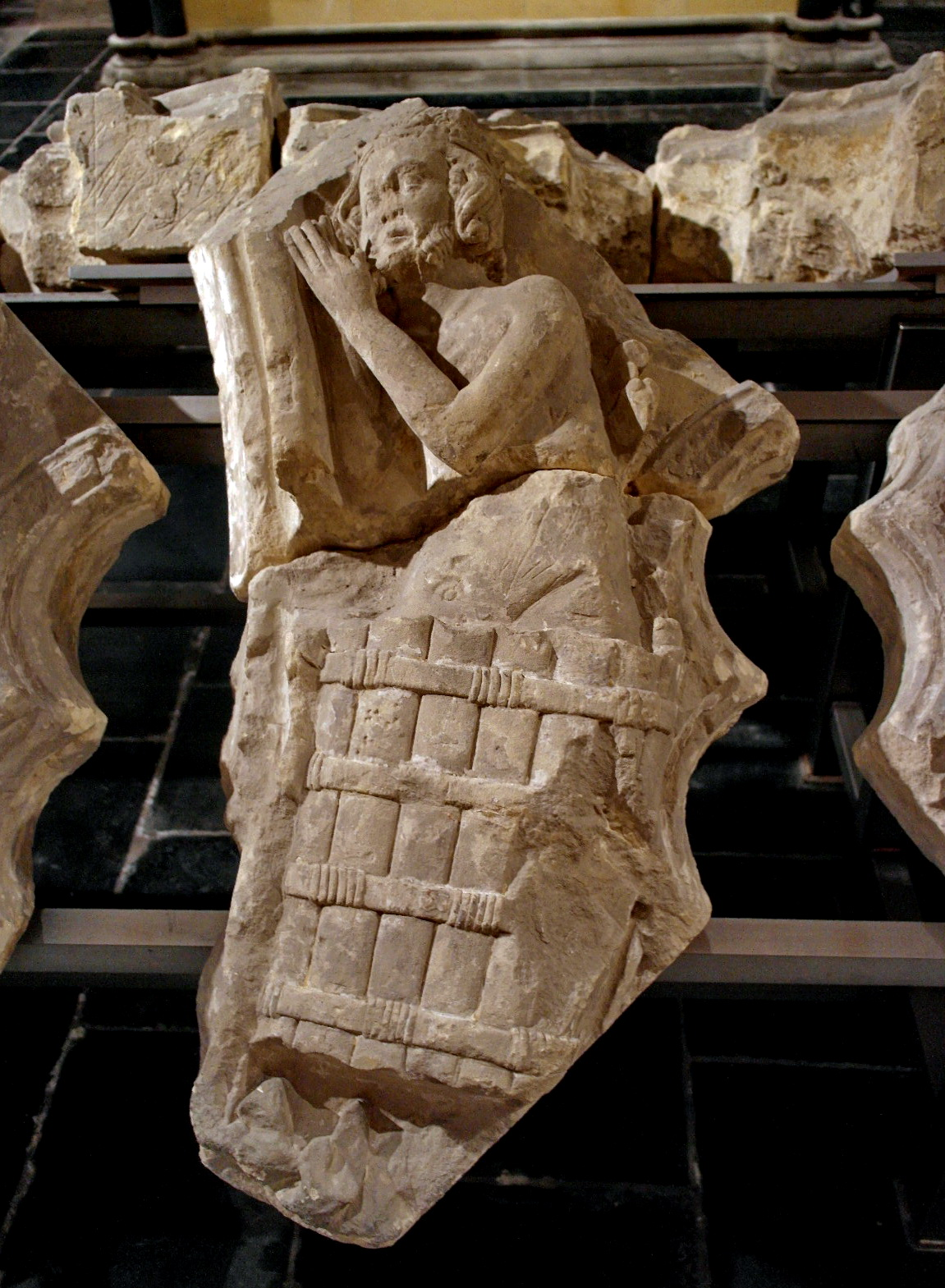
Doksaal Sint-Servaasbasiliek: Sint-Servaas doopt Attila

Tegenwoordig zijn de namen van Attila en Ildiko, zijn vrouw, nog steeds populair in Turkije en Hongarije, dat Attila's machtscentrum was vanwaaruit hij zijn strooptochten begon. De naam Attila is overigens niet zijn eigen naam, maar een bijnaam gegeven door de Goten. Een mogelijke betekenis van Attila is "vadertje" van het Gotische woord "atta" dat "vader" betekent en de Latijnse verkleinvorm. Een andere betekenis kan een combinatie van het Oudturks "ata" (vader) en "il" (land, gebied) zijn, daarbij zou Attila "Vader van het land" betekenen.
Attila was ook de oorsprong van de figuur Etzel in het middeleeuwse Nibelungenlied en de Thidrekssaga en Atli in de Völsunga-saga. Atli huwde Gudrun, de weduwe van Siegfried, de drakendoder en zelf Hunnenkoning. Atli is er de zoon van koning Budli en broer van de walkure Brünnhilde, Bekkhild en Oddrun. Toen Budli stierf had Atli nog vier broers. Als Atli Gudruns broers Gunnar, de Gotenkoning en Högni heeft vermoord, doodt ze haar kinderen met hem, Erp en Eitil en serveert hen als 'bierhapjes'. 's Nachts, vertelt de Atlakvida in Groenlenzka (de Groenlandse ballade van Atli) vermoordt ze hem in zijn bed. Volgens de Atlamal in Groenlenzku (het Groenlandse Atlilied) wordt ze daarbij geholpen door Knuistje, Högni's zoon.
Attila speelt een belangrijke rol in de Sint-Servaaslegende, zoals die onder anderen door Hendrik van Veldeke op rijm is gezet. De stad Tongeren, de zetel van het bisdom Tongeren, wordt door de Hunnen verwoest, waardoor Sint-Servaas die stad inruilt voor Maastricht. Uiteindelijk wordt Attila door Sint-Servaas gedoopt. De legende wordt in tal van populaire geschriften aangehaald en scènes eruit staan afgebeeld op onder andere het doksaal van de Sint-Servaasbasiliek (ca. 1300) en het borstbeeld van Sint-Servaas (1403).
Zacharias Werner schreef het toneelstuk Attila, König der Hunnen en dit vormde de basis voor de opera Attila van Giuseppe Verdi.
In de film Attila, de gesel Gods uit 1954 was Anthony Quinn te zien als Attila. In de televisiefilm Attila the Hun (2001) speelde Gerard Butler de titelrol.

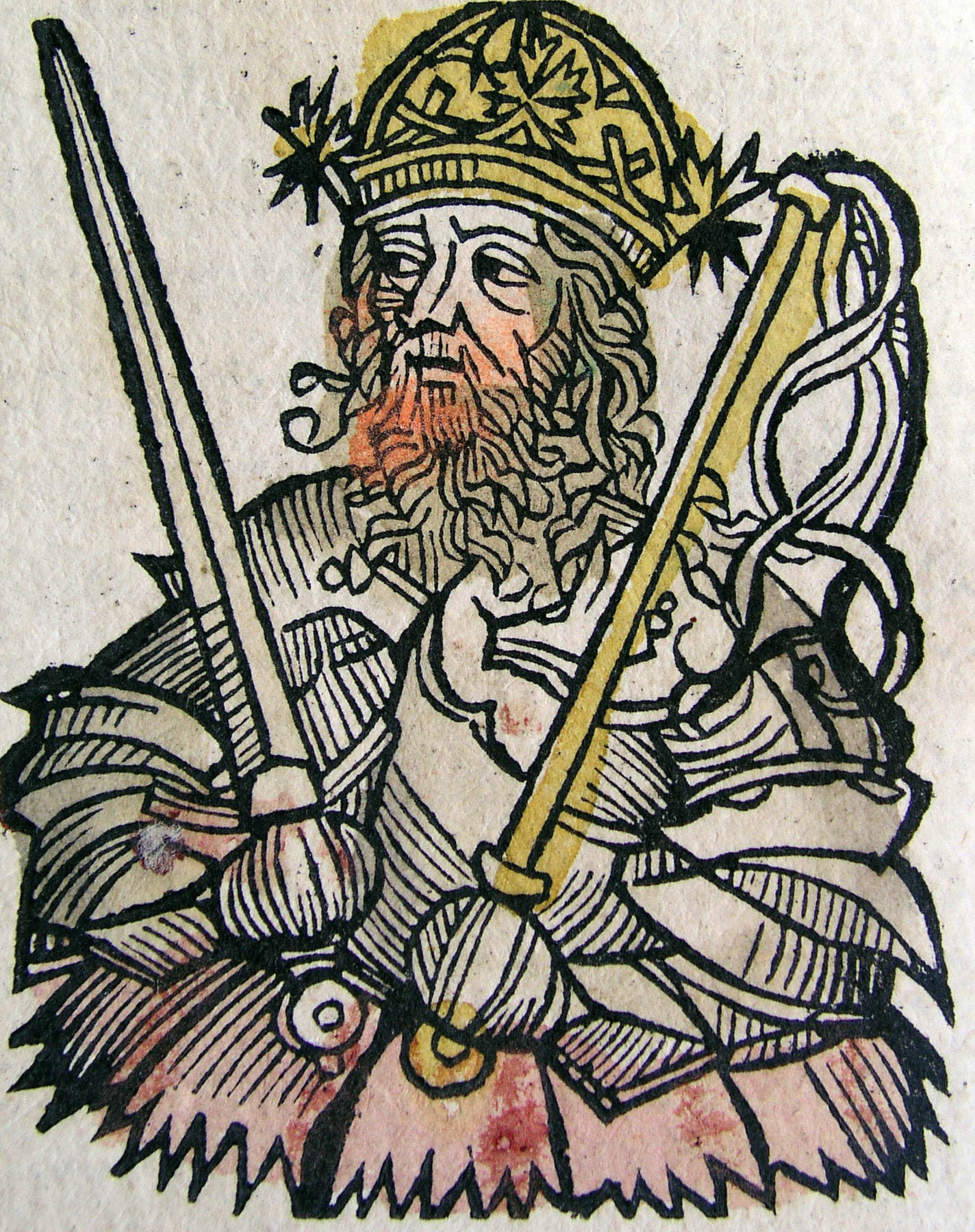
Attila in het Liber Chronicarum (1493)
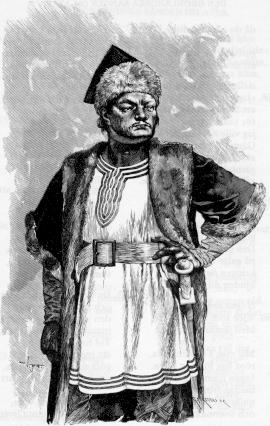
Fantasietekening van Attila door Fredrik Sander uit 1893
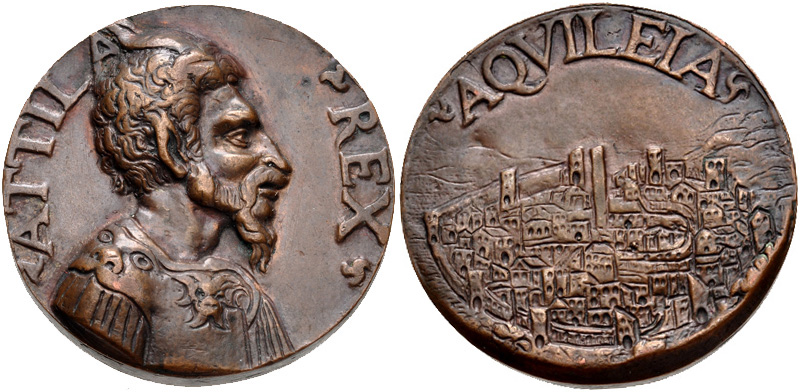